# 야마타노오로치

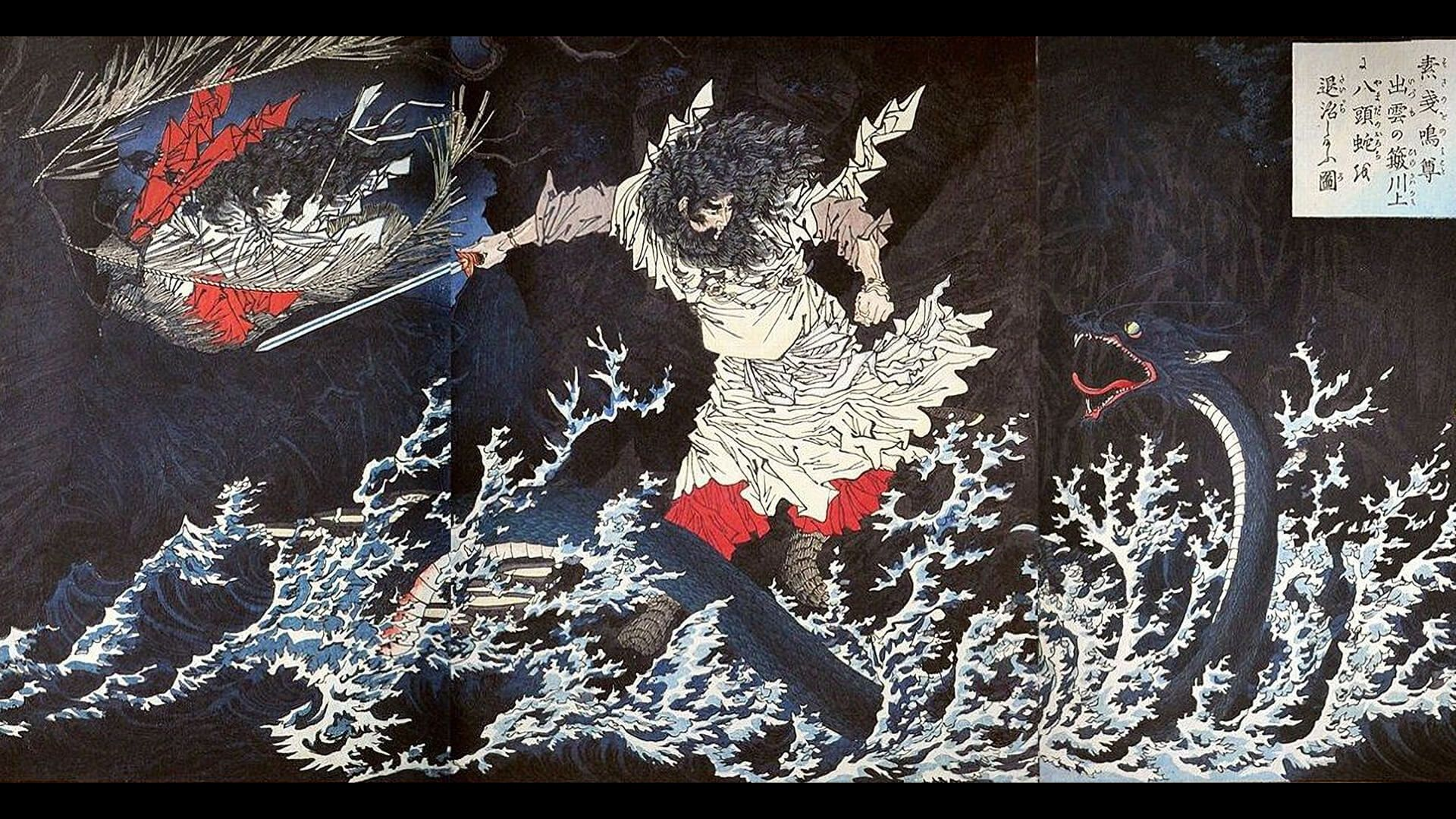
야마타노 오로치와 스사노오

야마타노오로치(일본어: ヤマタノオロチ)는 일본의 신화에 등장하는 상상의 괴물이다. 야마타노 오로치를 한자로 표기하는 방법은 다양한데, 우선 일본서기에서는 팔기대사(八岐大蛇)라고 표기했으며, 고사기에서는 팔오원려지(八俣遠呂智)라고 표기했다.
여덟 머리와 여덟 개의 꼬리를 가졌으며, 눈은 꽈리처럼 새빨가며, 등에서는 이끼와 나무가 자란다. 배는 피로 문드러져 있으며, 여덟 골짜기와 여덟 봉우리에 걸쳐있을 정도로 거대했다고 한다. :65
다카미가하라에서 추방된 스사노오는 이즈모노쿠니의 가이가와 상류의 도리가미(鳥髪)라는 곳에 당도하였다. 하천 위에서 젓가락이 흘러내려온 것을 본 스사노오는 강을 거슬러 상류로 올라갔는데, 그 곳에서는 노부부가 울고 있었다. 그 부부는 오야마쓰미의 자식인 아시나즈치와 데나즈치였다. 부부에게는 8명의 딸이 있었는데, 매년 고시(古志)라는 곳에서 야마타노 오로치가 와서 딸을 잡아먹어버렸다고 한다. 올해에도 오로치가 올 시기가 가까워져, 이대론 막내 딸인 구시나다히메도 잡아먹힐 것이라하며 울고 있었다.

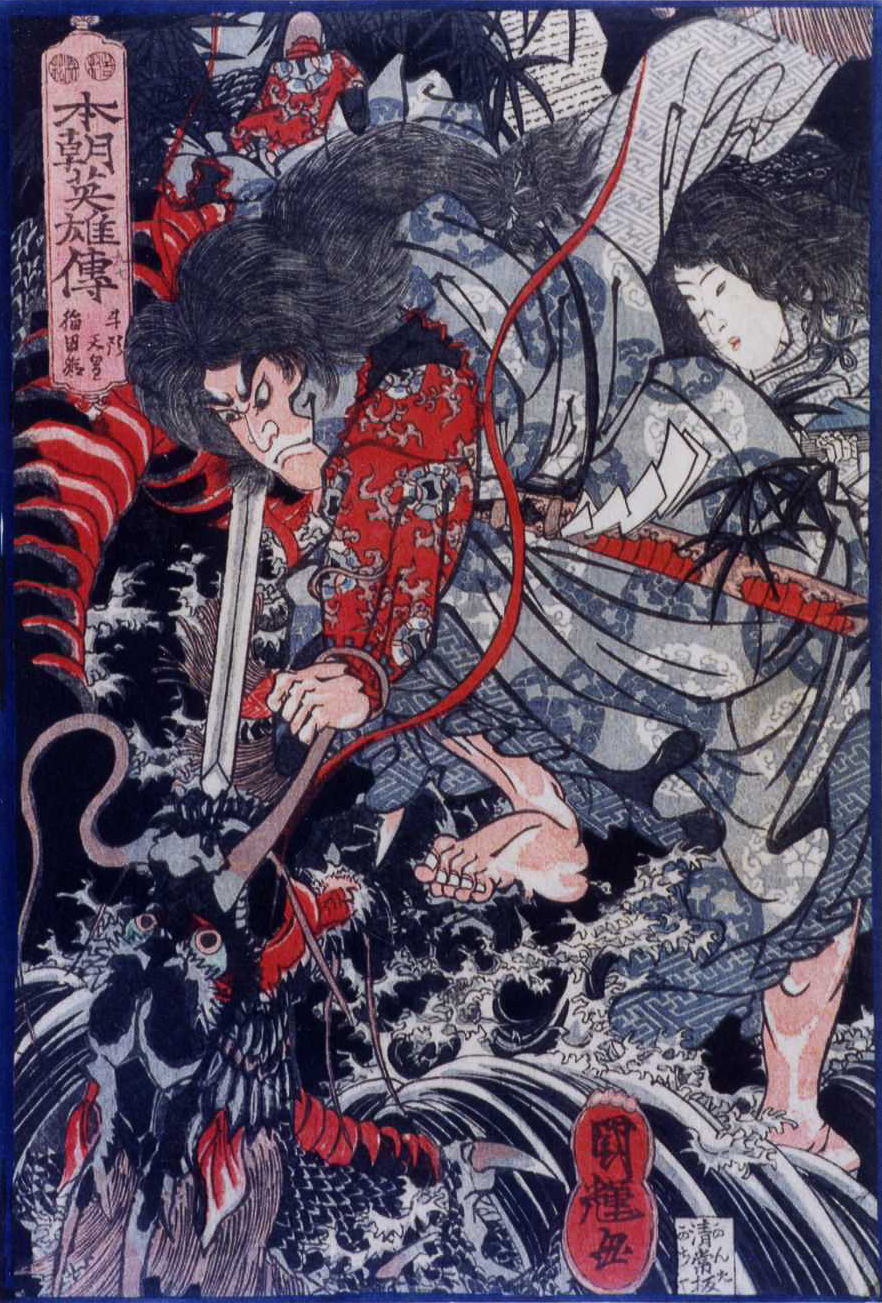
오로치를 무씨르는 스사노오.

스사노오는 구시나다히메를 아내로 맞아들이게 해 줄 것을 조건으로 야마타노 오로치의 퇴치에 나섰다. 스사노오는 구시나다히메를 지키기 위해 그녀를 빗의 형태로 바꾸어 자신의 머리카락 속에 꽂았다. 그리고 아시나즈치와 데나즈치에게 독한 술을 빚어 담을 쌓고 8개의 문을 만들어, 각각의 문에 잘 빚은 독한 술을 가득 채운 술통을 올려놓았다. 준비를 마치고 기다리자 야마타노 오로치가 나타났다. 오로치는 8개의 머리를 각각의 술통에 집어넣어 술을 마시기 시작했다. 오로치가 취해 그 자리에서 잠들자, 스사노오는 예리한 칼을 뽑아 오로치의 머리를 모두 베었다.:64 ~ 65 머리를 모두 베고 나서, 꼬리를 벤 순간 칼날이 부러졌다. 검으로 꼬리를 찢자, 거대한 칼이 솟아올랐다. 이를 불가사의하게 여긴 스사노오는 거대한 칼을 아마테라스에게 헌상하였다. 이것이 후일 구사나기의 검(일본어: 草薙剣 구사나기노쓰루기[*])이라고 불리는 삼종신기 중 하나인 덴소운켄(일본어: 天叢雲剣 아메노무라쿠모노쓰루기[*])이다.:69

## 픽션
야마타노 오로치 전설은 일본의 여러 픽션에서 인용되었다. 아래는 야마타노 오로치와 관련된 일본의 픽션 일람이다.
애니메이션
- 개구쟁이 왕자의 오로치 퇴치 (1963년, 도에이 애니메이션)
- 게게게의 기타로
- 강철 지그
- 타임 보칸
- 샤먼킹

영화
- 일본 탄생 - 이 영화에 등장한 야마타노 오로치는 후일 등장한 킹 기드라와 고질라의 원형이 되었다.
- 야마토 다케루
- 가면라이더 히비키 시리즈 극장판 (가면라이더 히비키와 7인의 전귀) - 거대마수 오로치로서 등장했으며, 머리는 1개로 나왔다.

게임
- 더 킹 오브 파이터즈 시리즈
- 무쌍 오로치
- 오오카미
- 페르소나 시리즈
- 노을빛 세계에서 너와 노래를

만화
- 도라에몽
- 야이바
- 나루토 시리즈

예술
- 오페라 '야마타노 오로치'
  - 다카하시 게이스케와 가토 마사노리가 제작하여 2006년 3월 5일 도쿄 메구로에서 초연되었다. 2009년 11월 22일 요코하마시 미나토미라이 홀에서, 두 대의 피아노의 협연에 의한 스테이지 형식으로 재연되었다.

## 같이 보기
- 용
- 드래곤
- 오쿠이즈모오로치 호
- 이와미 가구라

## 참고 문헌
- 도베 도미오; 가미야 레이코 (2003년). 《일본 신화…신들의 장렬한 드라마》. 신키겐샤. ISBN 89-378-3082-5.